# Чувашский государственный институт культуры и искусств
Чувашский государственный институт культуры и искусств (чув. Чăваш патшалăх культура тата ӳнерсен институчĕ) — бюджетное образовательное учреждение высшего образования Министерства культуры, по делам национальностей и архивного дела Чувашской Республики. В институте ведется подготовка кадров высшего профессионального образования с учетом особенностей Чувашской Республики и других регионов России с компактным проживанием чувашского народа.

## История
Институт был открыт в Чебоксарах 10 июля 2000 года. В первый учебный год в институт было принято 38 студентов. По данным на 1 сентября 2000 года в институте работало более 30 преподавателей, из них 7 штатных.
В задании института имеется пятиэтажное благоустроенное общежитие и концертный зал на 500 мест.

## Структура
В состав института входят два факультета:
- культуры (кафедра социально-культурной и библиотечной деятельности; кафедра народного художественного творчества; кафедра гуманитарных и социально-экономических дисциплин), декан — заслуженный работник культуры Чувашской Республики, доцент  Л.В. Илларионова;
- исполнительского искусства (кафедра актерского мастерства и режиссуры; кафедра хорового дирижирования и народного пения; кафедра вокального искусства; кафедра теории, истории искусств. музыкального образования и исполнительства), декан - Н.В. Гайбурова.

В 2022 году присоединено Чувашское республиканское училище культуры со статусом колледжа. Заведует средним профессиональным звеном В.В. Алексеева, заслуженный работник культуры Чувашской Республики. 
В 2023 году на базе вуза открыта первая в Чувашии Школа креативных индустрий. 